# NGC 860
NGC 860 è una galassia ellittica (o lenticolare) situata nella costellazione del Triangolo, a una distanza di circa 413 milioni di anni luce dalla nostra Via Lattea.

## Scoperta
La galassia è stata scoperta il 18 settembre 1871 dall'astronomo francese Édouard Stephan.